# Livingston Open 1985
Il Livingston Open 1985 è stato un torneo di tennis giocato sul cemento. È stata la 2ª edizione del torneo, che fa parte del Nabisco Grand Prix 1985. Si è giocato a Livingston negli Stati Uniti dal 22 al 29 luglio 1985.

## Campioni

### Singolare
Brad Gilbert ha battuto in finale  Brian Teacher con il punteggio di 4–6 7–5 6–0

### Doppio
Mike De Palmer /  Peter Doohan hanno battuto in finale  Eddie Edwards /  Danie Visser con il punteggio di 6–3, 6–4